# Ејвон Парк (Флорида)
Ејвон Парк (енгл. Avon Park) град је у америчкој савезној држави Флорида. По попису становништва из 2010. у њему је живело 8.836 становника.

## Демографија
Према попису становништва из 2010. у граду је живело 8.836 становника, што је 294 (3,4%) становника више него 2000. године.
| Група             | 2000.         | 2010.         |
| Белци             | 4.233 (49,6%) | 3.647 (41,3%) |
| Афроамериканци    | 2.513 (29,4%) | 2.481 (28,1%) |
| Азијати           | 59 (0,7%)     | 74 (0,8%)     |
| Хиспаноамериканци | 1.598 (18,7%) | 2.576 (29,2%) |
| Укупно            | 8.542         | 8.836         |